# CodeWarrior

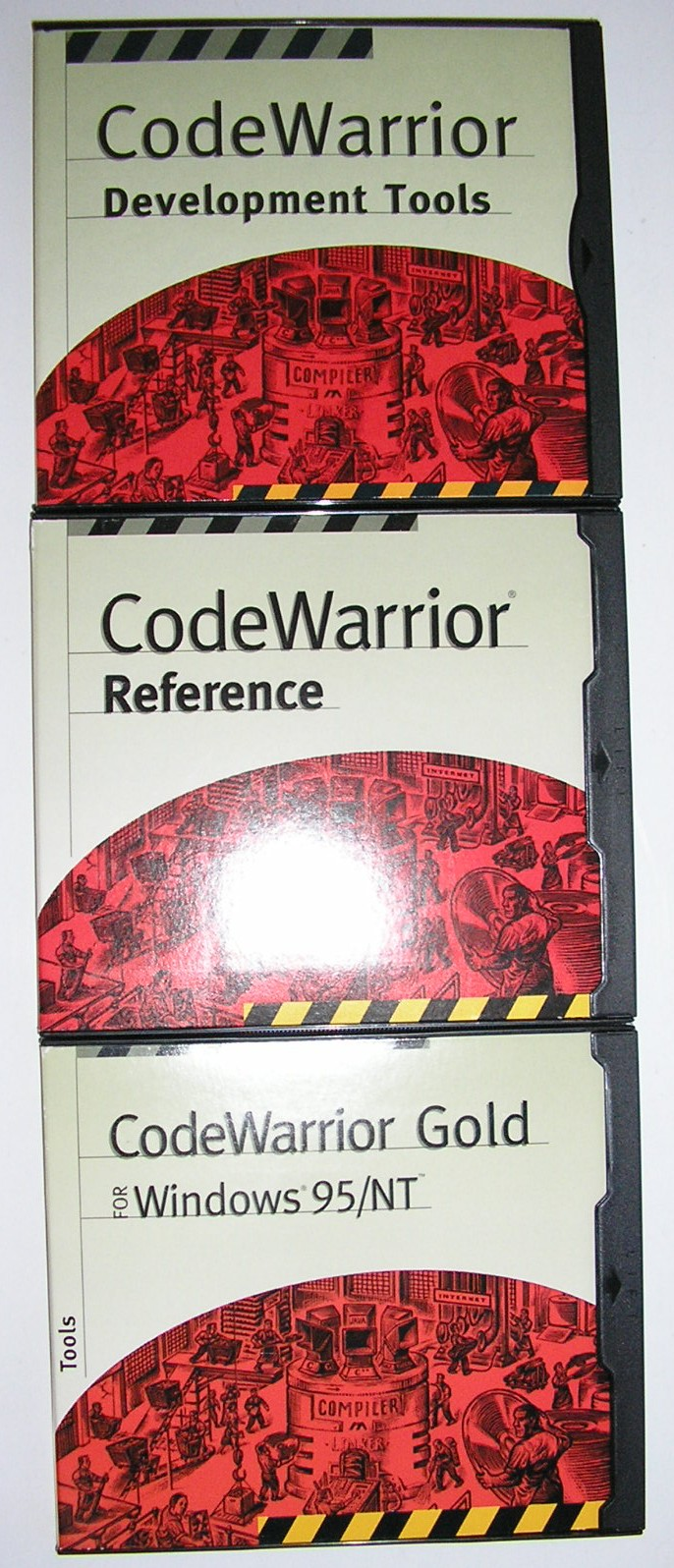
CodeWarrior Professional

Das Computerprogramm CodeWarrior ist eine Integrierte Entwicklungsumgebung (IDE) der Firma Freescale, ein ehemaliges Tochterunternehmen von Motorola. Ursprünglich wurde CodeWarrior von der Firma Metrowerks entwickelt, die jedoch im Jahr 1999 von Motorola bzw. Freescale aufgekauft wurde. Mit CodeWarrior kann man Software für viele Anwendungsbereiche vom eingebetteten System bis hin zur Desktopanwendung erstellen.
Der CodeWarrior bietet die Möglichkeit, mit ein und derselben Entwicklungsumgebung in vier verschiedenen Programmiersprachen (Java, C, C++ und Pascal) Programme zu schreiben. Diese lassen sich dann für 11 unterschiedliche Plattformen, (Windows 95 / NT, Mac OS, Mac OS X, BeOS, PlayStation, Palm Pilot u. a.) kompilieren. CodeWarrior ist für die Betriebssysteme MacOS, BeOS und Windows 95/NT verfügbar.
Die große Auswahl an Plattformen erkauft man sich allerdings mit fehlender Spezialisierung: So besitzt der CodeWarrior keinen eigenen Programmteil zur Erstellung von Benutzeroberflächen (GUI-Builder), da die GUIs der Plattformen alle unterschiedlich sind. 
Der CodeWarrior war auch ein beliebtes Entwicklungswerkzeug für Macintosh-Applikationen. Da CodeWarrior keine Intel-Macintosh-Programme erzeugen kann, sind Entwickler künftig auf Alternativen wie Xcode angewiesen.